# Șopotu Nou, Caraș-Severin
Șopotu Nou este satul de reședință al comunei cu același nume din județul Caraș-Severin, Banat, România.